# بای جینگ‌تینگ
بای جینگ‌تینگ (چینی سنتی: 白敬亭؛ زادهٔ ۱۵ اکتبر ۱۹۹۳) بازیگر اهل چین است. او حرفهٔ بازیگری خود را در مجموعه تلویزیونی بک این تایم (۲۰۱۴) آغاز کرد. از آن زمان تاکنون در فیلم‌ها و مجموعه‌های تلویزیونی ایفای نقش کرده‌است.

## فیلم‌شناسی

### فیلم
| سال  | عنوان               | عنوان چینی       | نقش        | توضیحات    |
| ---- | ------------------- | ---------------- | ---------- | ---------- |
| ۲۰۱۵ | عشق جادو            | 魔法触恋         | جیانگ یی‌ژه | فیلم کوتاه |
| ۲۰۱۵ | راه منحصربه‌فرد      | 無二之旅         | لو شو      | فیلم کوتاه |
| ۲۰۱۶ | فردا بار دیگر       | 谁的青春不迷茫   | گائو شیانگ |            |
| ۲۰۱۹ | چین جوان در سرفصل‌ها | 头条里的青春中国 |            | فیلم کوتاه |